# Lynn Forester de Rothschild
Lynn Forester de Rothschild (* 2. Juli 1954 in Bergen County, New Jersey) (auch Lynn Forester de Rothschild, Lady de Rothschild) ist eine britisch-US-amerikanische Anwältin, Geschäftsfrau und Philanthropin und Mitglied der Familie Rothschild.

## Werdegang
Rothschild wuchs in Oradell, New Jersey, auf und ist die Tochter von Annabell (geb. Hewitt) und John Kenneth Forester. Forester war Präsident und Eigentümer der General Aviation Aircraft Services, jetzt Meridian, in Teterboro, New Jersey. Sie studierte am Pomona Kolleg und an der Columbia Law School. In Genf am Genfer Hochschulinstitut für internationale Studien studierte sie Internationales Recht.
Nach dem Studium war sie vier Jahre lang in der Anwaltskanzlei Simpson Thacher & Bartlett angestellt, bevor sie in den 1980er Jahren für John Kluge arbeitete. Es folgten weitere Tätigkeiten im Umfeld von Motorola und eigene Firmengründungen im Bereich von Mobilfunkunternehmen in Südamerika und Europa. 2021 war sie Mitglied des Verwaltungsrates von Estée Lauder Companies, The Economist Group, Bronfman E. L. Rothschild LP und Christie’s International. Sie war auch Mitglied des Aufsichtsrates der Gulfstream Aerospace Corporation und von General Instruments Inc.

## Politik
Seit 1992 unterstützte sie alle Wahlkampagnen von Bill und Hillary Clinton. 2014 veranstaltete sie in London die eintägige Konferenz für integrativen Kapitalismus mit dem Ziel, das kapitalistische System mehr an die Bedürfnisse der Menschen anzupassen, und hielt eine Eröffnungsrede vor Prinz Charles und Gastredner Bill Clinton. Im Jahre 2021 war sie Mitglied des Council on Foreign Relations, des Chatham House, des Instituts für strategische Studien, des International Advisory Council des Asia House und der Foreign Policy Association.
Sie war bis zu dessen Tod mit Evelyn de Rothschild in dritter Ehe verheiratet und ist Mutter zweier Kinder.